# Leithen Water
Das Leithen Water ist ein linker Nebenfluss des River Tweed in den schottischen Council Areas Midlothian und Scottish Borders.

## Verlauf
Der Fluss entspringt in einer Höhe von rund 590 Metern an den Osthängen des 622 Meter hohen Dundreich in den Moorfoot Hills in Midlothian. Der nur wenige Meter nordöstlich entspringende Hawkster Gill Burn fließt ungleich dem Leithen Water nach Nordosten dem South Esk zu. Etwa 300 Meter südlich der Quelle bildet das Leithen Water über eine Strecke von rund 800 Metern die Grenze zwischen den benachbarten Council Areas Midlothian und Scottish Borders, um sich fortan ausschließlich in den Scottish Borders fortzusetzen. Zunächst vornehmlich nach Süden abfließend, schlägt das Leithen Water nach rund 3,5 Kilometern eine südöstliche Richtung ein. Rund elf Kilometer abwärts seiner Quelle fließt das Leithen Water abermals nach Süden und behält diese Richtung bis zu seiner Mündung in Innerleithen in den River Tweed bei. Seine Mündungshöhe beträgt etwa 140 Meter. Insgesamt legt das Leithen Water eine Strecke von 17,29 Kilometern zurück.
Durch den Glentress Forest fließt das Leithen Water vorbei an den Makeness Kipps und dem Bowbeat Hill und bildet das Tal zwischen Dunslair Heights und Totto Hill. Des Weiteren fließt es entlang der Flanken von Black Law, Whitehope Law, Black Knowe, Dod Hill, Priesthope Hill und Lee Pen. Entlang seines Laufs nimmt es verschiedene Bäche auf.
Das Leithen Water ist ein linker Nebenfluss des Tweed. Der Name seines Mündungsorts Innerleithen bedeutet „Mündung des Leithen“. In der Vergangenheit trat das Leithen Water häufig über seine Ufer. Eine außergewöhnliche starke Überschwemmung im Jahre 1891 drohte das Flusstal bei Innerleithen zu zerstören und beschädigte zahlreiche Gebäude in Innerleithen schwer.

## Umgebung
Entlang seines Laufs finden sich verschiedene Besiedlungsspuren. Hervorzuheben sind die undatierte, The Common genannte Wüstung am Osthang des Priesthope Hill oberhalb des Leithen Waters sowie das Hillfort Pirn Wood Fort. Beide Anlagen sind als Scheduled Monument denkmalgeschützt.
Ab der Einmündung des Glentress Burn folgt die B709 dem Lauf des Leithen Waters und quert es einmal. In Innerleithen quert die von Galashiels nach Hamilton führende A72. Mit der 1701 errichteten Old Bridge sowie der Leithen Water Bridge nahe dem Golf-Club (Querung der B709) überspannen zwei denkmalgeschützte Brücken das Leithen Water.
Nördlich von Innerleithen zweigt ein Wehr Wasser aus den Leithen Water in einen Mühlkanal ab. Die aus dem 18. Jahrhundert stammende Einrichtung ist heute denkmalgeschützt. Weiter flussaufwärts steht die denkmalgeschützte Leithen Lodge am linken Ufer.

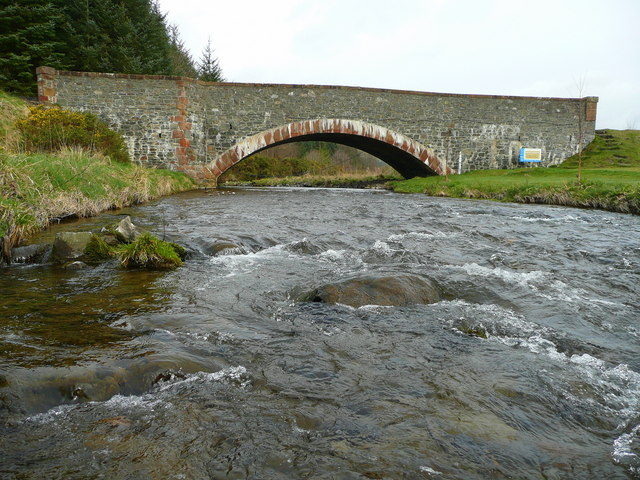
Leithen Water Bridge (Querung der B709)
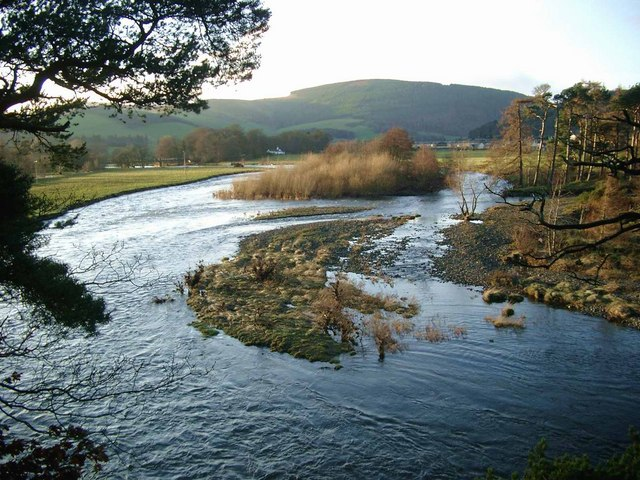
Mündung des Leithen Waters (Bildmitte rechts) in den Tweed